# Rock 'n Game Boy
Rock'n Game Boy (ロックンゲームボーイ Rokkun Gēmu Bōi?, lit. "El Rock y el Game Boy") es un manga japonés de Shigeto Ikehara publicado en la revista Comic Bom Bom de la editorial Kodansha de manera serial desde octubre de 1989 hasta diciembre de 1991 y posteriormente compilado en 5 volúmenes tankōbon.

## Juegos Basados
Representa a los videojuegos adaptados por Manga. Tenga en cuenta que aunque el manga se centra en los juegos de Game Boy, también contiene algunos juegos de Famicom y Super Famicom.
- Tetris (Nintendo)
- Kwirk (Atlus)
- Nemesis (Konami)
- SD Gundam: SD Sengokuden: Kunitori Monogatari (Bandai)
- Makai Toushi Sa·Ga (Square Enix)
- Quarth (Konami)
- Red Arremer (Capcom)
- Double Dragon (Technos Japan)
- VS. Battler (Use)
- Dr. Mario (Nintendo)
- TwinBee (Konami)
- Contra (Konami)
- Radar Mission (Nintendo)
- F-Zero (Nintendo)
- F-1 Race (Nintendo)
- R-Type (Irem)
- Parodius Da! (Konami)
- Seiken Densetsu: Final Fantasy Gaiden (Square Enix)
- Rockman World (Capcom)
- Chōmakaimura (Capcom)
- Jerry Boy (System Sacom)
- Tetris 2 + Bombliss (Chunsoft)

- Datos: Q48789380